# Alicja Perz-Szletyńska
Alicja Perz-Szletyńska z domu Perz, także Alicja Szletyńska (ur. 29 października 1932 w Łodzi, zm. 1 maja 2015) – podporucznik Wojska Polskiego w st. spoczynku, założycielka i dowódca Związku Białej Tarczy.

## Życiorys
Jako uczennica II klasy liceum, jesienią 1949 założyła w XV Państwowym Gimnazjum i Liceum przy ul. Drewnowskiej w Łodzi organizację niepodległościową Związek Białej Tarczy, której została dowódcą. Zainspirowała ją do tego powieść Stanisława Piaseckiego o tym samym tytule. W ramach Związku redagowała i kolportowała ulotki antykomunistyczne i publikowała periodyk „Zarzewie”. W czerwcu 1950 aresztowano 14 członków organizacji. 27 listopada 1950 rozpoczęła się rozprawa przeciwko członkom organizacji przed Wojskowym Sądem Rejonowym w Łodzi, przed którym oświadczyła „To, co robiłam, uważam za słuszne”. Skazano ją na 12 lat więzienia – wyrok odbyła w Fordonie i Bojanowie, opuszczając więzienie 9 marca 1954 w związku z zachorowaniem na gruźlicę. Po uwolnieniu miała zakaz kontynuowania nauki i podejmowania pracy. Była inwigilowana i szykanowana do 1989 roku.
Była harcerką, działaczką Związku Więźniów Politycznych Okresu Stalinowskiego, działaczką i aktywną członkinią NSZZ „Solidarność”.

### Życie prywatne
Alicja Perz-Szletyńska została żoną innego działacza ZBT – Andrzeja Szletyńskiego, syna Stefana Szletyńskiego zamordowanego w Katyniu.
Pochowana w części rzymskokatolickiej Starego Cmentarza w Łodzi.

## Odznaczenia
- Medal za Wolność i Niepodległość,
- Krzyż Więźnia Politycznego,
- Złoty Krzyż Zasługi,
- Srebrny Medal „Opiekun Miejsc Pamięci Narodowej”[6][7].